# St. Raphael (Berlin)

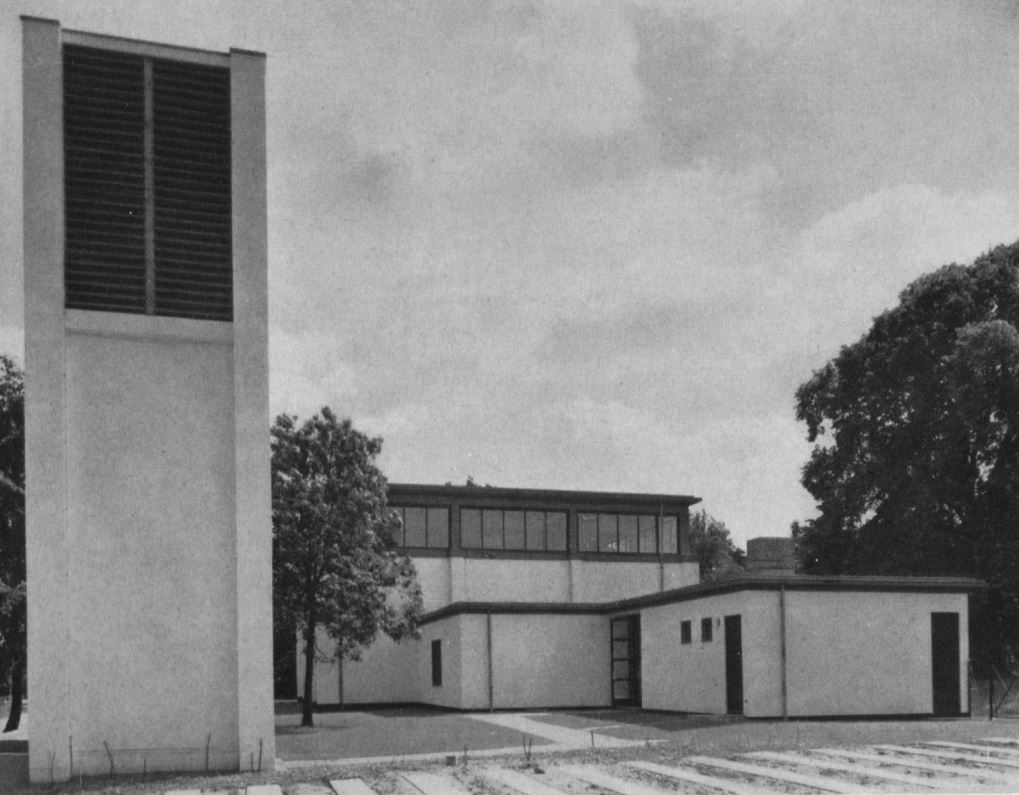
St. Raphael

Die ehemalige, 1965 geweihte römisch-katholische Kirche St. Raphael stand in der Straße Alt-Gatow 49a im Berliner Ortsteil Gatow des Bezirks Spandau.

## Geschichte
Die Katholiken, die sich in Gatow vereinzelt ansiedelten, gehörten bis 1935 zur Spandauer Pfarrei Maria, Hilfe der Christen, später zu deren Filialkirche St. Wilhelm. Um diese Zeit zog auch Prälat Alexander Frins dorthin, der ein Grundstück für eine neue Kirche der sich bildenden Gemeinde zur Verfügung stellte. 1941 wurde die Kuratie Gatow errichtet, 1950 erfolgte die Erhebung zur Pfarrei. Zunächst wurde ein großes Zimmer im ehemaligen Hause Frins zur Kapelle umgebaut, die 1948 geweiht wurde. Die Entwurfsplanung für die Kirche in der Tradition der Liturgischen Bewegung lieferte Rudolf Schwarz 1960, die Genehmigungsplanung und die Ausführungsplanung lagen in den Händen von Werner Michalik und Maria Schwarz.
Am 15. März 2005 erfolgte die Profanierung des Gotteshauses und im Juli desselben Jahres der Abriss. Das Grundstück wurde an die Supermarktkette Plus verkauft, die später von Netto Marken-Discount übernommen wurde. Ein ursprünglich in dem Gebäudekomplex verwendetes Fenster von Georg Meistermann wurde 2012 in der neugeschaffenen Kapelle des Fachzentrums für Trauerseelsorge des Bistums Limburg an der Kirche St. Michael im Frankfurter Nordend eingebaut.

## Baubeschreibung
Der Stahlbeton-Skelettbau hatte einen quadratischen Grundriss. Die fensterlosen Wände zwischen den Stützen an jeder Ecke und dazwischen zwei weiteren je Seite bestanden aus weiß verputztem Mauerwerk. Darüber erhob sich etwas zurückgesetzt bis zum Flachdach ein Fensterband, das sich hinter dem Altar nach unten zum Trapez erweiterte. Das Trapez stand für die Betonung des Altars, ebenso wie die Größe der Estrade, die sich von der Altarwand bis in die Raummitte erstreckte. Zum ersten Mal in Berlin wurde hier der Altar von drei Seiten mit Bänken umstellt. Die Verglasung in Grisaille entwarf Georg Meistermann.
Der Gebäudekomplex verfügte neben der Kirche über kleinere Anbauten, die ebenfalls quadratische Grundrisse hatten. Hierbei handelte es sich um eine Kapelle, die unmittelbar an den Kirchenraum anschloss und zu seinem Betreten durchschritten werden musste. Hier stand auch der Beichtstuhl. Die Kapelle sollte ursprünglich eine Gedenkstätte für die Opfer des Nationalsozialismus sein. Da die Kirche Maria Regina Martyrum bereits als Gedenkkirche existierte, wurde die Kapelle der Mutter Jesu geweiht. Auf der gegenüberliegenden Seite war sie durch einen Windfang mit der Sakristei verbunden. Der Campanile stand direkt an der Straße und war als Tor ausgebildet. Seine Glockenstube war rundum mit hölzernen Lamellen verkleidet.